# 트리플 A 월드 시리즈

마지막 대회였던 2000년 트리플 A 월드 시리즈의 로고.

트리플 A 월드 시리즈(Triple-A World Series)는 1983년과 1990년대 후반에 트리플 A 수준의 마이너 리그 베이스볼 팀들 중 최고의 팀을 가리기 위해 치러진 포스트시즌 대회이다.
1983년에 라운드 로빈 토너먼트 방식으로 처음 개최되었다가, 1998년에 5판 3선승제 시리즈로 부활해 2000년까지 매년 개최되었다.

## 역사

### 1983년 시리즈
1983년에 제1회 트리플 A 월드 시리즈가 라운드 로빈 토너먼트 방식으로 치러졌다. 참가 자격은 인터내셔널 리그와 아메리칸 어소시에이션, 퍼시픽 코스트 리그의 우승팀에게 각각 주어졌다. 인터내셔널 리그에서는 타이드워터 타이즈, 아메리칸 어소시에이션에서는 덴버 베어스, 그리고 퍼시픽 코스트 리그에서는 포틀랜드 비버스가 참가했다. 우승팀은 최종 3승 1패를 기록한 타이드워터 타이즈가 차지했다.
이 대회는 일회성 대회에 그쳤으며, 1998년 인터내셔널 리그와 아메리칸 어소시에이션 사이에 포스트시즌 대회가 다시 치러지기 전까지 이 리그들 사이에 포스트시즌이라고 불릴만한 어떠한 대회도 열리지 않았다.

### 라스베이거스 대회 부활
트리플 A가 세 리그에서 두 리그, 인터내셔널 리그와 퍼시픽 코스트 리그로 재편된 이후, 1998년부터 2000년까지 두 리그의 우승팀들이 5판 3선승제 시리즈의 맞대결을 벌이는 대회를 열었다. 트리플 A 최종 우승팀을 가리는 이 대회는 네바다주 라스베이거스에 있는 캐시맨 필드에서 치러졌다. 매년 9월 셋째 주에 치러졌으며, 경기는 스포츠채널 ESPN2를 통해 전세계로 생중계되었다.
1998년 대회에서는 퍼시픽 코스트 리그의 뉴욜리언스 제피르스와 인터내셔널 리그의 버펄로 바이슨스가 맞붙었다. 제프르스가 1차전을 먼저 승리했고, 바이슨스가 2차전에 반격에 성공했으나, 3, 4차전을 내리 제프르스가 가져가면서 우승을 차지했다. 최우수 선수에는 타율 .467, 3홈런 6타점을 기록한 외야수 랜스 버크먼이 선정되었다.
1999년 대회는 퍼시픽 코스트 리그의 밴쿠버 캐나디안스와 인터내셔널 리그의 샤롯데 나이츠의 맞대결이었다. 1차전과 3차전은 나이츠가 가져갔으나 2차전 그리고 4, 5차전은 캐나디안스가 승리해 우승을 거머쥐었다. 2년 연속 퍼시픽 코스트 리그 우승팀이 시리즈 승자가 되었다. 최우수 선수에는 타율 .429, 9안타, 10타점을 기록한 외야수 테런스 롱이 선정되었다.
2000년 대회에서는 퍼시픽 코스트 리그의 인디애나폴리스 인디언스와 인터내셔널 리그의 멤피스 레드버즈가 만났다. 레드버즈는 3차전을 제외한 1, 2, 그리고 4차전을 인디언스에게 모두 내주었다. 최우수 선수에는 타율 .462, 2홈런, 3타점, 4득점의 성적을 낸 유격수 산티아고 페레즈가 선정되었다.

## 같이 보기
- 트리플 A 베이스볼 내셔널 챔피언십 게임

## 참고 자료
- “Las Vegas Triple-A World Series”. 《Triple-A Baseball》. 2015년 8월 2일에 원본 문서에서 보존된 문서. 2015년 10월 27일에 확인함.